# 大宇・レガンザ
大宇・レガンザ(대우 레간자)は韓国の大宇自動車が生産、販売していた中型セダンである。

## 概要

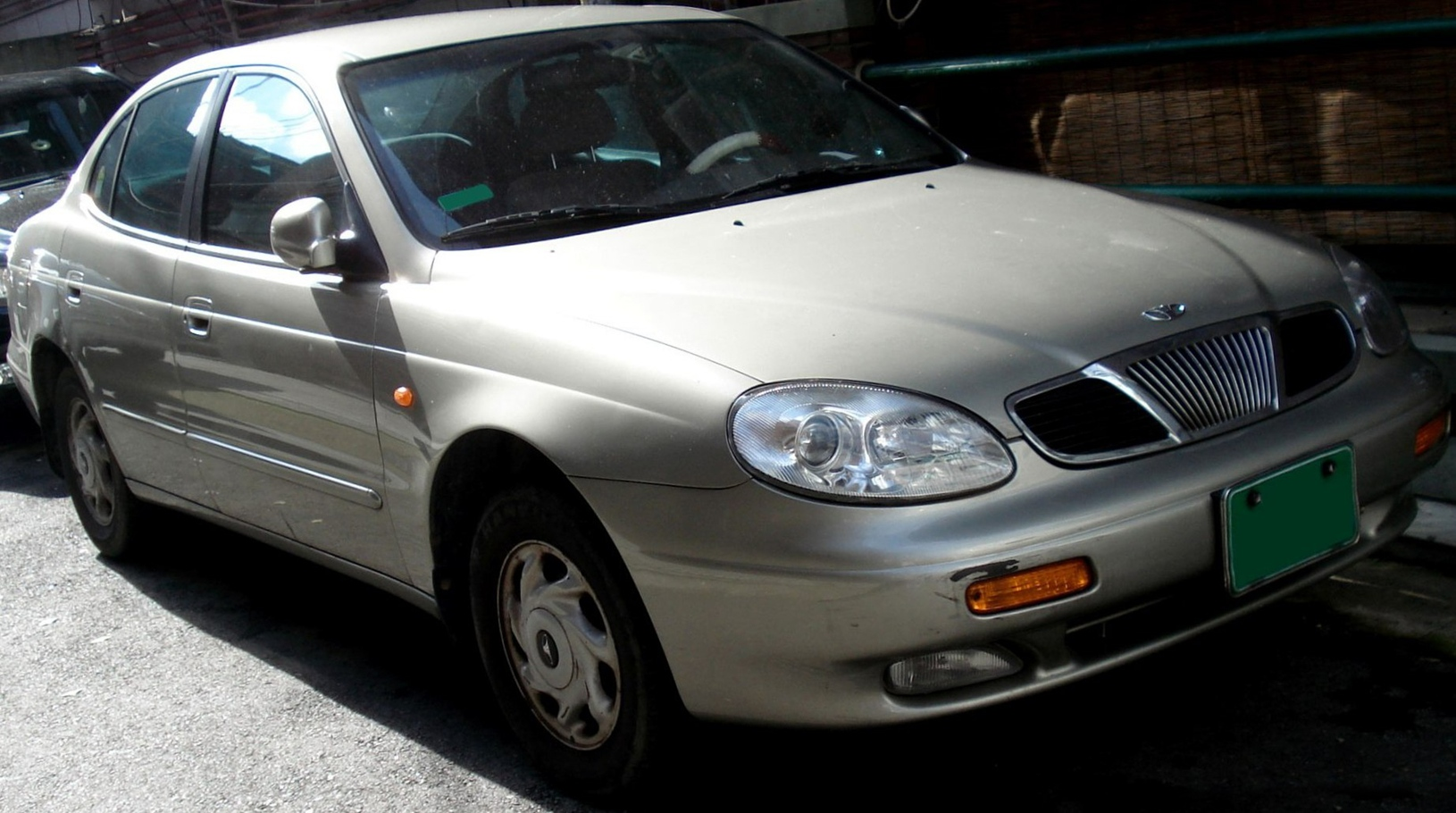
SOHCエンジン仕様車両(フロント)

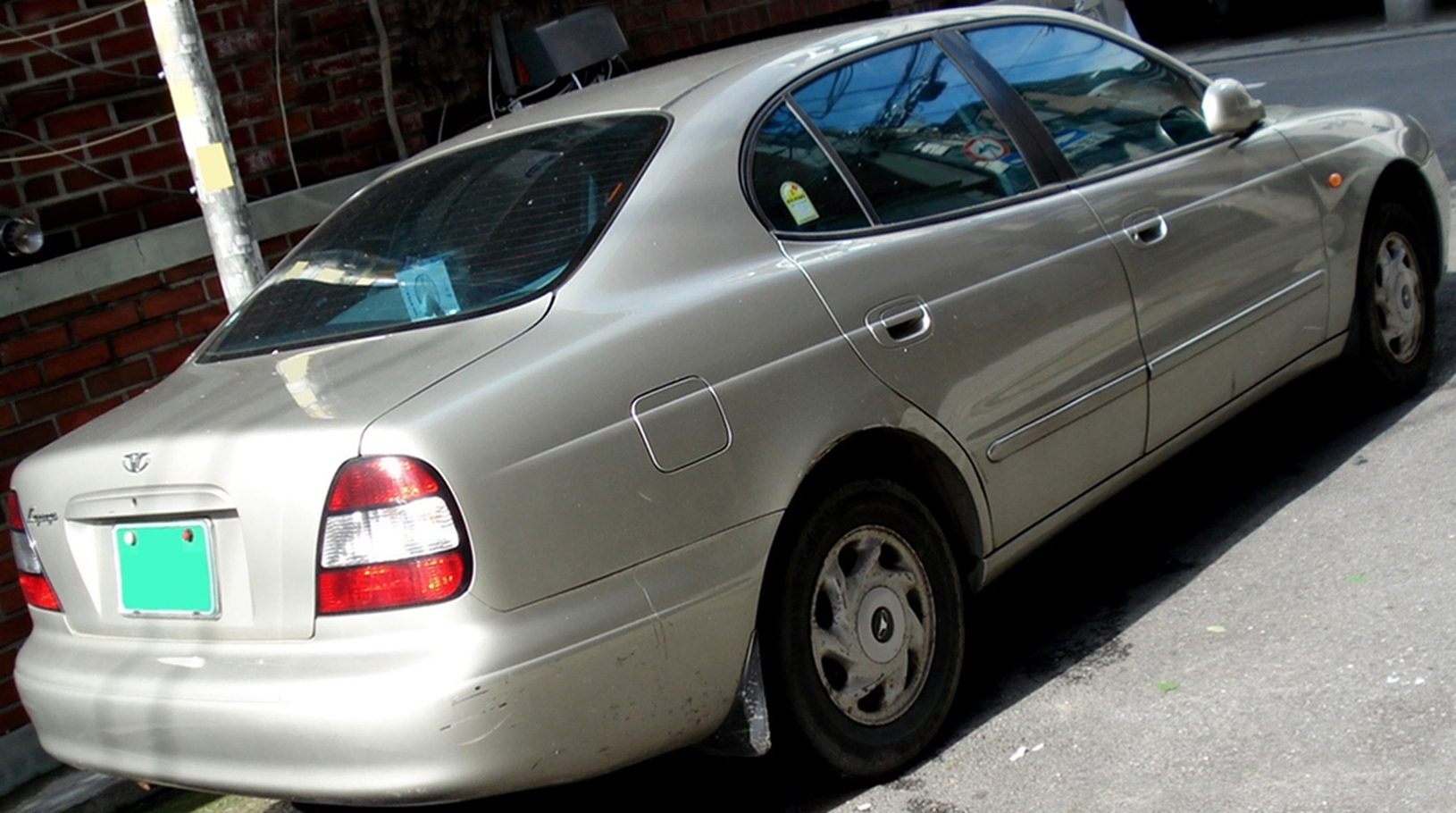
SOHCエンジン仕様車両(リア)

1994年からイギリスのワーディング・テクニカル・センターと大韓民国の仁川広域市の富平研究所にて開発を始めた。 アウトバーンで厳しいテストを経て、 中高速走行時の静粛性向上に多くの努力を傾けた。
1997年3月20日にプリンスとエスペロの後続モデルとして発表され、同年の4月1日から販売を開始した。加えて、タクシーモデルは1998年2月16日に発売された。デザインはジウジアーロがジャガー・ケンシントン・コンセプトをベースに当時の大宇自動車のファミリールックと韓国的な美を追加して修正して製作されたものである。そして、2.0/2.2L DOHC仕様限定で5ボルトホイールが最初に装備され、他社車種より高い運動性能が図られた。発売初期には当時ライバルだったキア・クレドスを抑え、ヒュンダイ・ソナタの牙城を脅かした。
しかし1998年からは、三星自動車のSM5が発売を開始してソナタもEF型に刷新しながら、販売量が落ちることになる。2000年3月からは後続モデルである大宇・マグナスの発売により、2.0/2.2 DOHCモデルを削除して、1.8Lと2.0L LPG、タクシーモデルのみ販売した。
2002年7月2日に内需向けモデルの生産が終了し、在庫車両は2003年4月まで販売した。
海外市場の場合、東欧など多くの国で好調を見せ、ポーランドのFSOとルーマニアで生産された。ロシアでは、TagAZ自動車の前身であるドーニンヴェストが技術提携を要請してDoninvest Kondorという名称で現地生産したことがあった。また、オーストラリアと北米でも販売された。

## 初代 V100型 (1997年-2002年)
- 1997年4月1日 - 大宇・プリンス/エスペロの後続に発売。
- 1998年2月16日 - タクシーモデル発売。
- 2000年3月 - 後続モデルである大宇・マグナスの発売により2.0L DOHC、 2.2L DOHC販売終了。
- 2002年7月2日 - 生産終了。
- 2003年4月 - 在庫車両の販売終了。

## 車名の由来
イタリア語のelegante(優しい)とforza(力)の合成語であり、新しく現れた強者(来強者、래강자)という意味も盛っている。